# Lourdes, Brazilia
Lourdes este un oraș în São Paulo (SP), Brazilia.